# Contro Filippide
Contro Filippide è un'orazione di Iperide pronunciata ad Atene davanti all'eliea presieduta dai Tesmoteti tra il 338 e il 336 a.C.
Pur essendo l'orazione frammentaria, gli studiosi sono riusciti a ricostruire la vicenda, che si presentava in questi termini: dopo la pace di Demade (338 a.C.), i filomacedoni proposero dei decreti onorifici illegali in favore di alcuni personaggi macedoni (tra cui forse il principe ereditario Alessandro) e i proedri permisero che fossero votati e approvati. Filippide in seguito propose un decreto che conferiva una corona a quei proedri (forse sperando di metterli al riparo da una graphe proedrike), ma gli antimacedoni lo impugnarono come illegale.

## Scoperta del papiro
La versione parziale oggi conosciuta dell'orazione contro Filippide ci è pervenuta in un papiro egizio, mutilo alle due estremità, che conteneva, scritte da due mani diverse, le ultime colonne dell'orazione contro Filippide e l'inizio della terza lettera di Demostene. Il papiro, convenzionalmente detto Londinese e conservato al British Museum (P. Lond. Lit. 134), nella parte recante il testo di Iperide appare opera di uno scrivano esperto, dato che la scrittura è elegante e accurata e ci sono pochi errori (altri probabilmente erano stati eliminati da un correttore); secondo Blass risaliva all'epoca di Augusto o Tiberio (prima metà del I secolo d.C.) per alcune particolarità ortografiche, mentre secondo Kenyon era del I secolo a.C. per via della forma delle lettere. Recentemente sulla base di confronti probanti è stato retrodatato al II secolo a.C.
La seconda parte dell'orazione contro Filippide ci è dunque stata conservata dal P. Lond. Lit. 134 su 9 colonne per 218 linee (stichoi) pressoché integre. L'editio princeps fu pubblicata nel 1891 da Frederic George Kenyon e fu seguita da quelle di Henricus van Herwerden nei Paesi Bassi (1891), Henri Weil in Francia (1892) e Friedrich Blass in Germania (1894).
La prima parte invece risulta quasi totalmente perduta; ne restano soltanto frustoli di piccole dimensioni, riassemblati in XV frammenti molto lacunosi (con soltanto una ventina di linee ricostruibili) da Keynon stesso nella sua seconda edizione (1893) e da Friedrich Blass.

## Datazione
L'orazione si colloca tra il 338 a.C., anno della pace di Demade, e il 336 a.C., anno della morte di Filippo II di Macedonia.
Alcuni studiosi però non hanno tradotto il perfetto ὑπείληφας al paragrafo 7 come presente (cioè "tu credi", che seguito dalla frase "che Filippo sia immortale" significherebbe che all'epoca era vivo), ma come passato remoto (cioè "tu credesti", che seguito dalla frase "che Filippo fosse immortale" significherebbe che all'epoca era già morto), interpretazione scorretta secondo Mario Marzi.

## Il processo
Al processo contro Filippide parlarono evidentemente molti oratori, dato che Iperide manifesta una certa fretta di concludere per lasciare tempo sufficiente agli altri; Iperide quindi non fu certamente l'ultimo, probabilmente nemmeno il primo.
L'esito del processo è ignoto.

## Contenuto
Dei piccoli e scarsi frammenti rimasti della prima parte dell'orazione quelli più consistenti (I, VI, VIII, X, XI, XVa e XVb) lasciano comprendere che Iperide attaccava i filomacedoni, rimproverando loro di danneggiare la patria per interessi personali o per odio delle istituzioni democratiche. Dal frammento V si può dedurre una contrapposizione tra i filomacedoni e un grande ateniese del passato (secondo Mario Marzi potrebbe trattarsi di Conone;) nel frammento VIII si fanno notare le perdite inflitte agli Ateniesi da Alessandro a Cheronea; nel frammento X si ricorda che questi filomacedoni "calpestano il popolo nelle sventure"; nel frammento XI Iperide dice che tralascerà gran parte delle azioni di Filippide, concentrandosi solamente sulla dimostrazione del fatto che aveva difeso sistematicamente Filippo e che aveva combattuto con lui contro Atene.
Tra la parte e la fine dei frammenti alcuni collocano la scherzosa descrizione fisica di Filippide, di cui è stata conservata una frase da Ateneo di Naucrati: "era insignificante fisicamente a causa della sua magrezza"; l'esilità eccessiva di Filippide era infatti presa in giro anche da molti commediografi dell'epoca.
La parte integra comincia ricordando che Filippide e i suoi, ora filomacedoni, in passato erano filospartani, il che dimostra il loro odio per Atene e il desiderio di corteggiare i potenti del momento; poi attacca Democrate di Afidna, sinegoro di Filippide, che inventa facezie riguardanti le sventure della città e poi ha la sfacciataggine di usufruire del privilegio concessogli dalla città stessa di mangiare nel pritaneo (probabilmente in quanto discendente di Armodio e Aristogitone).
Comincia poi l'epilogo, nel quale vengono ricapitolati i fatti: il decreto impugnato per illegalità elogiava dei proedri che avevano agito contro le leggi (anche se non si sa quali), lette poco prima. Iperide, ipotizzando che Filippide dica che non si poteva far altro che elogiare i Macedoni, ricorda che non c'era alcuna necessità di conferire una corona ai proedri che avevano agito illegalmente. Iperide invita Filippide a difendere le parole del suo stesso decreto, secondo cui i proedri meritano una corona "per lo spirito di giustizia verso il popolo ateniese, e perché hanno esercitato il loro ufficio secondo le leggi".
Iperide aggiunge che Filippide è un ingenuo se spera di farsi assolvere "con le mosse di cordace e con le buffonerie" a cui è solito ricorrere davanti ai tribunali. Parla nuovamente del suo servilismo nei confronti di Filippo, e si rivolge a Filippide dicendogli "un individuo tu supponi che sarà immortale, mentre una città così antica l'avevi condannata a morte" (antitesi usata da Iperide anche nella Contro Atenogene) e rammentandogli che già al tempo dei Trenta Atene era riuscita a sconfiggere sia i nemici interni sia quelli esterni (in realtà gran parte del merito andava al re di Sparta Pausania, che aveva mediato tra gli oligarchi e i democratici di Trasibulo). Iperide critica Filippide anche per aver portato i suoi bambini al fine di impietosire i giudici, visto che quando era Atene a destare compassione lui la oltraggiava stando dalla parte di Filippo; c'è un'allusione all'epitaffio dei caduti di Cheronea conservato nell’Antologia Palatina.
Iperide infine riassume i motivi per cui Filippide va condannato: è un servo dei tiranni, è già stato condannato due volte per aver commesso un crimine ed è giudicato da tutti malvagio, quindi chi lo volesse utilizzare darebbe l'impressione di avere un debole per i malvagi; dunque conviene punirlo, visto che è colpevole. E nel caso qualcuno sostenga che bisogna assolverlo perché già due volte era stato condannato per proposte illegali (alla terza condanna si incorreva nell'atimia), non bisogna dargli ascolto, in primo luogo perché è una fortuna potersi sbarazzare di chi ha l'abitudine di agire in questo modo, in secondo luogo perché dopo due condanne la legge gli permetteva di non proporre nuovi decreti, quindi voleva dire che, se si era arrischiato a proporre questo decreto, lo aveva fatto per interessi personali e quindi meritava non pietà ma castigo.
Infine Iperide, volendo lasciare tempo sufficiente anche agli altri accusatori, conclude velocemente esortando i giudici a tenere a mente le imputazioni, ad ascoltare le leggi e ad emettere un verdetto conforme alla giustizia e al loro interesse.

## Stile
Secondo Mario Marzi, curatore della prima edizione integrale italiana delle orazioni di Iperide, l'orazione, essendo molto frammentaria, non può essere giudicata dal punto di vista artistico, ma nella parte integra lo stile è "piano, lucido, serrato, ma in qualche tratto s'innalza a toni vibrati e sdegnosi (soprattutto ai paragrafi 8 e 9); e qualche movimento di notevole vivacità e forza non doveva mancare nella parte perduta (vedi, per esempio, il frammento X)".
Tra le figure retoriche utilizzate, si può segnalare un epicherema al paragrafo 4 e un'ipofora al paragrafo 10.

## Edizioni
- (GRC) Ὑπερείδου (?) Κατὰ Φιλιππίδου. Papyrus CXXXIV, in Classical Texts from Papyri in the British Museum Including the Newly Discovered Poems of Herodas, edited by F(rederic) G(eorge) Kenyon, London, printed by order of the Trustees, 1891,  pp. 42-55 e tav. II (editio princeps).
- (GRC, EN) Speech against Philippides, in Minor Attic Orators, vol. II: Lycurgus, Dinarchus, Demades, Hyperides, with an English translation by J(ohn) O(rmiston) Burtt, London, William Heinemann, 1954,  pp. 405-423.
- Oratori attici minori, I: Iperide, Eschine, Licurgo, a cura di Mario Marzi, Pietro Leone, Enrica Malcovati, Torino, UTET, 1977.